# Богунский район
Богу́нский район (укр. Богунський район) — административный район города Житомир Житомирской области Украины, образованный 1973 р. Площадь района — 30 км², население — более 147 тысяч человек.
Территория района охватывает центральную, западную, северо-западную и северную части города, ограниченную с юга ул. Киевская улица, Улица Леха Качиньского и р. Тетерев, с запада и севера городской границей, с северо-востока по железной дороге на Коростень, юго-востока — ул. Киевской железной дорогой на Коростень.
Пять улиц: Улица Ивана Мазепы, Небесной Сотни, Восточная, Хлебная и Улица Князей Острожским заканчиваются в Богунском районе (начинаются в Королевском). Две улицы Киевская улица и Улица Леха Качиньского, и одна площадь (Соборная) находятся одновременно в двух районах (частично или полностью), поскольку граница между районами проходит вдоль их осевой линии.
Главные объекты района — площади Победы, Короленко, Освобождения, Декабристов; проспекты Проспект Независимости, Мира; улицы Чудновская, Улица Леха Качиньского, Улица Героев Пожарных, Улица Победы, Покровская улица, Улица Михаила Грушевского, Домбровского, Улица Вильнюсский Путь, Улица Мира, Сосновая, Короленко, Троиновская улица, Улица Святого Иоанна Павла II, Улица Евгения Коновальца, Красовского.

## Население

### Языковой состав
Родной язык населения по данным переписи 2001 года:
| Язык       | Численность, чел. | Доля     |
| ---------- | ----------------- | -------- |
| Украинский | 129 535           | 82,95 %  |
| Русский    | 25 762            | 16,50 %  |
| Другое     | 865               | 0,55 %   |
| Итого      | 156 162           | 100,00 % |